# Paravespa zebroides
Paravespa zebroides är en stekelart som först beskrevs av Meade-waldo 1915.  Paravespa zebroides ingår i släktet Paravespa och familjen Eumenidae. Inga underarter finns listade i Catalogue of Life.